# آیزاک خالاتنیکوف
آیزاک مارکوویچ خالات نیکوف (روسی: Исаак Маркович Халатников؛ اوکراینی: Ісаак Маркович Халатников؛ متولد ۱۷ اکتبر ۱۹۱۹) یک فیزیکدان متولد اتحاد جماهیر شوروی است که به دلیل نقش خود در توسعه حدس BKL در نسبیت عام شناخته شده‌است.

## زندگی و شغل
خلاتاتنیکوف در خانواده ای یهودی در دنیپروپتروسک متولد شد.
او در سال ۱۹۴۱ از دانشگاه ایالتی دنیپروپتروسک با مدرک کارشناسی فیزیک فارغ‌التحصیل شد و از سال ۱۹۴۴ عضو حزب کمونیست بود.
وی دکترای خود را در سال ۱۹۵۲ به دست آورد. همسر وی والنتینا دختر قهرمان انقلابی نیکولای شاچورس بود.
بخش عمده ای از تحقیقات خلاتنیکوف در همکاری با یا الهام گرفته از لو لاندو شکل گرفت، و از جمله آن می‌توان یه نظریه ی لانداو-خلاتنیکوف برای ابرشارگی اشاره کرد.
در سال ۱۹۷۰ وی با الهام از مدل mixmaster که توسط چارلز دبلیو مینسر معرفی شده بود، و سپس در دانشگاه پرینستون در همکاری با ولادیمیر آ. بلینسکی و اوگنی میخایلوویچ لیفشیتز پروده شد، حدس بی کی ال (BKL) را معرفی نمود.
این حدس به عنوان یکی از برجسته‌ترین مسایل باز و کامل حل نشده در نظریه کلاسیکی گرانش مطرح است.
خلاتنیکوف از سال ۱۹۶۵ تا ۱۹۹۲ موسسه فیزیک نظری لانداو را در مسکو مدیریت و سرپرستی می‌کرد. وی در سال ۱۹۸۴ در آکادمی علوم شوروی انتخاب شد. در طول فعالیت علمی خود، او موفق به دریافت جوایز لانداو و الکساندر فون هومبولت شد و همچنین وی عضو خارجی انجمن سلطنتی لندن است.
وی توسط جورج نیکولف در تئوری همه چیز به تصویر کشیده شده‌است.

## افتخارات و جوایز
- مدال درجه ۳ شایستگی برای میهن،
- نشان انقلاب اکتبر
- جنگ میهنی، مدال درجه ۲
- نشان بنر قرمز کار، سه بار
- نشان دوستی مردم
- نشان افتخار
- جایزه استالین (۱۹۵۳)
- جایزه مارسل گروسمان (۲۰۱۲) "برای کشف یک راه حل کلی از معادلات انیشتین با تکینگی خواص نوسانی آشوبناک کیهان شناختی معروف به تکینگی BKL"
- سیارک ۴۶۸۷۲۵ خلات به افتخار وی نامگذاری شد.[۱] این نامگذاری توسط مرکز بررسی ریزسیاره‌ها در تاریخ ۱۸ مه ۲۰۱۹ (M.P.C. 114955) منتشر شده‌است.[۲]